# Albizia anthelmintica
Albizia anthelmintica là một loài thực vật có hoa trong họ Đậu. Loài này được Brongn. miêu tả khoa học đầu tiên.